# Sympherobius barberi
Sympherobius barberi is een insect uit de familie van de bruine gaasvliegen (Hemerobiidae), die tot de orde netvleugeligen (Neuroptera) behoort. 
Sympherobius barberi is voor het eerst wetenschappelijk beschreven door Banks in 1903.